# Xiajiazhuang
Xiajiazhuang (kinesiska: 夏家庄镇, 夏家庄) är en köping i Kina. Den ligger i provinsen Shandong, i den östra delen av landet, omkring 79 kilometer öster om provinshuvudstaden Jinan.
Genomsnittlig årsnederbörd är 840 millimeter. Den regnigaste månaden är juli, med i genomsnitt 284 mm nederbörd, och den torraste är januari, med 7 mm nederbörd.